# Illés József (jogász)
Viski Illés József (1897-ig Illyasevics József) (Huszt, 1871. november 10. – Budapest, 1944. január 19.) jogász, jogtörténész, politikus. A pozitivista jogtörténeti kutatások egyik utolsó nagy alakja volt. 1915-től a Magyar Tudományos Akadémia levelező, 1936-tól rendes tagja.

## Élete
Édesapja viski Illés Jenő (1844-1917) országgyűlési képviselő, jogász, kúriai tanácselnök, huszti járásbíró, édesanyja huszti Ágoston Erzsébet (1845-1920). Illés József édesapja eredetileg Illyasevics Jenőként született, majd 1897-ben felvette gyermekeivel együtt az "Illés" vezetéknevet. Illés Jenő 1913. július 26.-án I. Ferenc József magyar királytól szerzett nemességet, családi címert és a "viski" nemesi előnevet.
Illés József tanulmányait a szatmári gimnáziumban kezdte meg, majd a pesti piarista gimnáziumban folytatta. 1894-ben jogtudományi doktori oklevelet szerzett a Budapesti Tudományegyetemen, majd két éven keresztül, 1895–1896-ban állami ösztöndíjjal jogi tanulmányokat folytatott a berlini Frigyes Vilmos Egyetemen, a lipcsei Egyetemen és a párizsi Sorbonne-on, végül Londonban. Hazatérését követően, 1896-ban az igazságügy-minisztérium törvény-előkészítő osztályán helyezkedett el mint segédfogalmazó. 1897-ben sikeres bírói vizsgát tett. Minisztériumi munkája mellett 1902-től a Budapesti Tudományegyetemen a magyar jogtörténet magántanáraként oktatott. 1905-től már mint fogalmazó dolgozott a minisztériumban, 1906-ban törvényszéki bíróvá nevezték ki. 1910 és 1913 között – ismét az igazságügyi minisztériumban – a közjogi és nemzetközi jogi ügyosztály helyettes vezetőjeként tevékenykedett. 1913-ban ítélőtáblai bíró lett, ezzel egy időben a huszti választókerület munkapárti országgyűlési képviselőjeként bekerült a parlamentbe. Mandátuma 1917-ig tartott, ám 1918-ban – ezúttal a szászsebesi választókerület küldötteként – rövid ideig ismét képviselő volt. 1919–1920-ban, mint a ruténügyek szakértője, a magyar delegáció tagjaként vett részt a Párizs környéki béketárgyalásokon. Időközben 1914-től a magyar alkotmány- és jogtörténet nyilvános rendkívüli, 1917-től rendes tanári címmel oktatott a budapesti egyetemen egészen nyugdíjazásáig. 1924 és 1927 között a jog- és államtudományi kar dékánja is volt. Az 1922–1926-os ciklusban nemzetgyűlési, 1927–1935 között országgyűlési képviselő volt, ezúttal a nagykárolyi választókerület Bethlen-párti küldötteként. Aktív tagja, 1921–1928 között elnöke volt a Magyar Görögkatolikusok Országos Szövetségének. Több publicisztikában foglalkozott a magyarországi és a kárpát-ukrajnai (korabeli kifejezéssel ruszinszkói) görögkatolikusok helyzetével. 1935–1939-ben a gávai választókerület felhatalmazásából ült az országgyűlés padsoraiban. 1942-ben nyugdíjba ment, a közéletből és az egyetemi katedráról egyaránt visszavonult. 1944. január 19-én hunyt el Budapesten.

## Munkássága
Jogtörténeti életművére egyetemi tanára és mentora, Hajnik Imre munkássága és jogtörténeti felfogása gyakorolta a legnagyobb hatást. Pozitivista módszerrel dolgozta fel a magyar magánjog egyes intézményeinek középkori, különösképpen 11–13. századi történetét (házassági vagyonjog, szerződés, öröklés stb.). Az 1930-as évektől megjelenő szakmunkáiban megjelentek az újabb korok, a 16–19. század közjogi vonatkozásai is. Kitüntetett figyelmet szentelt Werbőczy István munkásságának, s a Hármaskönyv szellemiségének egyik védelmezőjévé vált. Ezek mellett sokat foglalkozott a középkori magyar állam- és közigazgatás, gazdaság és társadalom egyes kérdéseivel is. Rövid megszakítással, 26 évig volt országgyűlési képviselő, a képviselőház jogtörténeti, közjogi szakértője. Az 1926-ban elfogadott felsőházi törvény előkészítésében jelentős szerepet vállalt. A kétkamarás, kéttáblás rendszer visszaállítása mellett foglalt állást. A jogfolytonosság első követelményének tekintette az alkotmányos tárgyalások folytatását a törvényhozás kétpólusú rendszerének fenntartása szempontjából. 1925-ben a Közjogi és Igazságügyi Bizottság előadói tisztségét is ellátta.

## Főbb művei
- Az újkori alkotmányfejlődés elemei, Budapest, 1898 REAL-EOD
- Az ujkori alkotmányfejlődés elemei: XV. század második fele és XVI. század. Egyetemes európai jogtörténeti tanulmány. Budapest: Kilián Frigyes, 1898. 240 p.
- Az istenítéletekről, Budapest, 1899
- Az Anjou-kori társadalom és az adózás, Budapest: Politzer,1900. 80 p.
- A magyar házassági vagyonjog az Árpádok korában. Budapest: Grill Károly, 1900. 66 p.
- A magyar szerződési jog az Árpádok korában, Budapest, 1901
- A törvényes öröklés rendje az Árpádok korában, Budapest, 1904 REAL-EOD
- Bevezetés a magyar jog történetébe, Budapest, 1910 REAL-EOD
- A magyar társadalom és állam szervezete a honfoglaláskor, Budapest, 1916
- A magyar címer és a királyi cím története 1804-től kezdve, Budapest, 1917 REAL-EOD
- Hajnik Imre és a magyar jogtörténet, Budapest, 1928 REAL-EOD
- Bevezetés a magyar jog történetébe. A források története. Budapest: Grill, 1930. XX, 440 p.
- A Quadripartitum közjogi interpolációi, Budapest, 1931 REAL-EOD
- Bevezetés az európai jogtörténetbe. Előadások. Budapest: Politzer, 1933. 140 p.
- Az istenítéletről. Budapest: Pallas, 1933. 18, [1] p.
- Ünnepi beszéd a Corpus Juris Hungarici első kiadásának 350-ik évfordulóján. Kecskemét: Első kecskeméti Hírlapkiadó és Nyomda, 1935. 20 p.
- A ruszinszkói kérdés. Budapest: Egyetemi Ny., 1939. 20 p.
- A címeres levél kihirdetése. Győr: Győri Hírlap Ny., 1941. 8 p.
- A nova donatio (új alkotmány) jogi természete. Budapest: Grill, 1941. 12 p.
- Werbőczy és a Hármaskönyv. Budapest: Magyar jogászegylet, 1942. 18 p.
- A magyar jog a Balkánon, Budapest, 1943